# Nightporter
"Nightporter" is een nummer van de Britse band Japan. Het verscheen op hun album Gentlemen Take Polaroids uit 1980. Op 12 november 1982 werd een remix van het nummer uitgebracht als single.

## Achtergrond
"Nightporter" is geschreven door zanger en pianist David Sylvian en geproduceerd door John Punter. Het nummer kent diverse inspiratiebronnen. De titel is geïnspireerd door de film The Night Porter uit 1974; de manier waarop Sylvian op de albumhoes van Gentleman Take Polaroids is afgebeeld, is weer geïnspireerd door het personage van acteur Dirk Bogarde in deze film. Het nummer zelf is geïnspireerd door het werk van de Franse componist Erik Satie, voornamelijk door zijn serie pianocomposities met de titel Gymnopédies.
Sylvian en toetsenist Richard Barbieri zijn de enige vaste bandleden die op "Nightporter" te horen zijn. Barry Guy bespeelt de contrabas, terwijl Andrew Cauthery de hobo bespeelt. De bijna zeven minuten durende albumversie van het nummer was ongeschikt als single, maar een remix werd aan het eind van 1982 als single uitgebracht, kort nadat de band bekend had gemaakt uit elkaar te gaan. De single kende alleen succes in het Verenigd Koninkrijk, waar het tot plaats 29 in de hitlijsten kwam. Desondanks bleek het een van de meest populaire nummers van de band; in Nederland staat het sinds 2000 regelmatig in de Radio 2 Top 2000, waarbij in het eerste jaar de hoogste notering werd bereikt op plaats 354.

## NPO Radio 2 Top 2000
| Nummer met noteringen in de NPO Radio 2 Top 2000 | '00 | '01-'04 | '05 | '06 | '07 | '08 | '09 | '10 | '11 | '12 | '13 | '14 | '15 | '16  | '17 | '18  | '19  | '20  | '21  | '22  | '23  | '24  |
| ------------------------------------------------ | --- | ------- | --- | --- | --- | --- | --- | --- | --- | --- | --- | --- | --- | ---- | --- | ---- | ---- | ---- | ---- | ---- | ---- | ---- |
| Nightporter                                      | 354 | -       | 500 | 648 | 658 | 892 | 747 | 778 | 843 | 792 | 796 | 822 | 887 | 1085 | 980 | 1548 | 1440 | 1643 | 1703 | 1742 | 1655 | 1618 |

1. ↑  Een '-' betekent dat het nummer niet was genoteerd en een vetgedrukt getal geeft de hoogste notering aan.
2. ↑  2000 was het eerste jaar met een notering voor dit nummer.